# Adenocarpus faurei
Adenocarpus faurei är en ärtväxtart som beskrevs av René Charles Maire. Adenocarpus faurei ingår i släktet Adenocarpus och familjen ärtväxter. Inga underarter finns listade i Catalogue of Life.